# KV17
KV17 i Konungarnas dal utanför Luxor i Egypten var begravningsplats för farao Seti I under Egyptens nittonde dynasti.
Gravkammaren är uthuggen i bergssidan längs sydöstra grenen av wadin i dalen, och är den längsta och djupaste  av gravarna i Konungarnas dal. KV7 har även använts som temporär lagringsplats för andra kungliga mumier såsom Ramses I och Ramses II. KV17 hittades 1817